# 642
Cette page concerne l'année 642  du calendrier julien. Pour l'année 642 av. J.-C., voir 642 av. J.-C.
L'année 642 est une année commune qui commence un mardi.

## Événements
- Juillet : les Arabes poursuivent la conquête de l'Égypte[1] et fondent une nouvelle capitale, Fostat, actuellement Le Caire.
- 17 septembre : Alexandrie est évacuée par les Grecs[2].
- 6 octobre : Byzance perd Dvin en Arménie[3].
- Novembre - décembre : le général Amr s’empare de Barqa en Cyrénaïque (avant mars 643)[4].

- Hiver 642-643, les Arabes mettent en déroutent le Roi des rois Yazdgard III à la bataille de Nahavand (Nehavend) et font la conquête de la Mésopotamie. Le dernier sassanide Yazdgard III se réfugie à Merv[5].

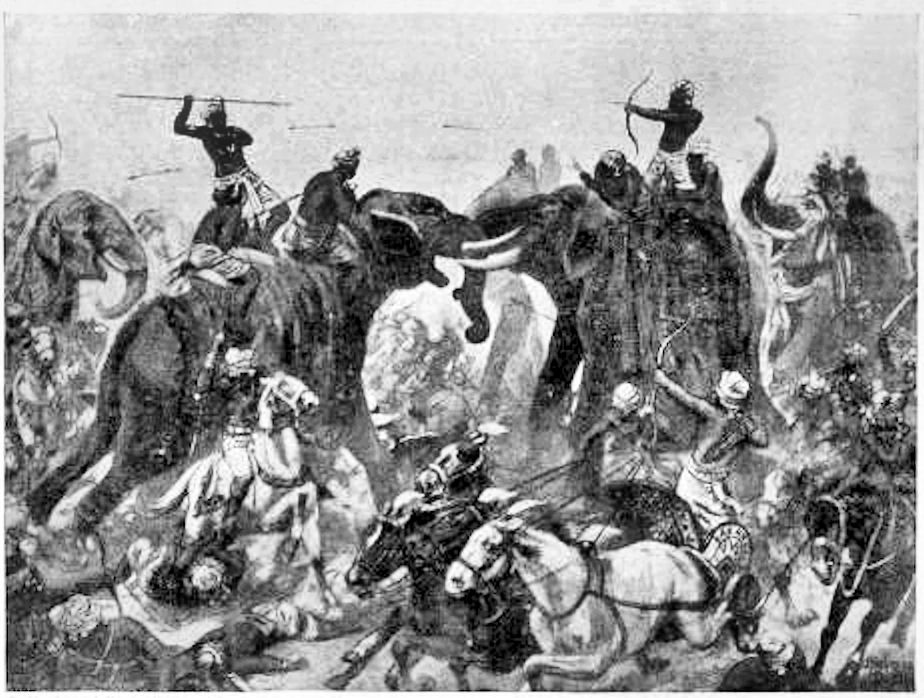
La défaite du Chalukhya Pulakeshin II par les Pallava à Badami.

- En Inde, victoires du roi Pallava Narasimhavarman sur les Châlukya de Bâdâmi qui est mise à sac[6].
- Expédition chinoise dans le Turkestan occidental qui écrase les Turcs occidentaux insoumis dans les environs d’Ürümqi[7].

### Europe
- Janvier[8] : l'empereur byzantin Héraclonas est renversé et déporté à Rhodes. Sa mère Martine a la langue coupée. Constant II règne seul.
- Janvier/février : le Franc Flaochat devient maire du palais de Bourgogne à l'assemblée d'Orléans convoquée au début de l'année[9]. Voyage en Bourgogne de Nantilde.
- 10 mai : en Espagne, Chindaswinthe est élu roi des Wisigoths (fin en 653)[10]. Il fait mettre à mort ou réduire en esclavage 700 aristocrates qui prétendaient s’opposer à sa toute-puissance[11].
- Mai : assemblée des grands de Bourgogne convoquée par Flaochat à Chalon ; un combat entre les partisans de Willibald, patrice de Bourgogne, et ceux de Flaochat est évité par l'interposition d'Amalbert, frère de Flaochat[9].
- 5 août : Le roi de Northumbrie Oswald est vaincu et tué par Penda de Mercie à la bataille de Maserfield[12]. Son frère Oswiu lui succède (fin en 670).
- Septembre : plaid d'Autun. Willibald, patrice de Bourgogne, est tué par les partisans de Flaochat ;  ce-dernier meurt peu après à Chalon de maladie[9].
- 11 septembre : le Wisigoth Oppila est tué lors d'un combat contre les Basques[13].
- 24 novembre : début du pontificat de Théodore Ier (fin en 649). Il rejette à son tour l'Ecthèse[14].

- Division de l’empire protobulgare de l’Europe sud-orientale entre les cinq fils de Kovrak (dont Bayan et Isperik ou Asparuk). Les Khazars profitent de cette division pour occuper le terrain. Les Bulgares se regroupent en trois hordes. La première reste sur place et est vassalisée. La seconde fuit vers l’ouest sous la conduite d’Isperik (644-702). La troisième remonte le cours de la Volga et s’établit au confluent de la Kama[5].

## Naissances en 642
- Julien II de Tolède.
- Al-Hassan al-Basrî.

## Décès en 642
- 12 octobre : Jean IV, pape de 640 à 642[14].
- Avant septembre : Nantilde, reine des Francs, veuve de Dagobert Ier, régente de Neustrie et de Bourgogne[15].